# 穆因纽丁·乌讷尔
穆因纽丁·乌讷尔（土耳其語：Muiniddin Üner，?—1149年8月28日），十二世纪中叶大马士革城的一名总督，也是布里迪王朝当时的实际摄政者。

## 生平

### 早年
乌讷尔原是一名马木留克骑士，服役于布里迪王朝建立者托特金的军队。1135年，时为阿勒颇城总督的赞吉率军进攻大马士革城，乌讷尔被任为守备军队的统领。同年，沙哈布丁·马哈茂德依靠刺杀他的哥哥成为了布里迪王朝的新任君主，他将乌讷尔派遣至霍姆斯管理当地事物。1137年，当赞吉再次攻打霍姆斯的时候，乌讷尔依旧是霍姆斯的总督。次年，沙哈布丁钦定乌讷尔为大马士革的总督，并封他为大将军。同年，布里迪王朝和赞吉王朝依靠赞吉和萨夫瓦特可敦联姻达成和平，赞吉用巴林城堡换取了霍姆斯城的统治权。1139年6月22日，沙哈布丁遇刺身亡，巴勒贝克酋长被选为继承者，乌讷尔转而被调去管理巴勒贝克。赞吉在得知其继子被谋杀后，为报复而率军再次入侵布里迪王朝，乌讷尔本负责巴勒贝克的城防，因敌军所拥有的十四架投石机不得不投降。

### 摄政大马士革
1140年，贾马鲁丁去世，乌讷尔成为了布里迪王朝的摄政，辅佐贾马鲁丁的儿子穆吉尔丁。在耶路撒冷国王富尔克和安条克王子拉蒙德的帮助下，乌讷尔成功征服了巴尼亚斯，而为了支付他们的军费，乌讷尔每个月需要给两万金币。在占据巴尼亚斯后，乌讷尔把此城移交给了富尔克，他则回归大马士革。布里迪王朝和耶路撒冷王国在后来建立了一个更为紧密的盟友关系，共同抵御赞吉王朝对大马士革的入侵，乌讷尔前往耶路撒冷和富尔克进行了对盟约的协商，与会的还有编年史家乌萨马·伊本·蒙克夫。
1143年，富尔克去世，赞吉也在三年后被刺身亡，摩苏尔的加齐一世及阿勒颇的努尔丁共同继承了赞吉王朝。借此机会，乌讷尔重新占据了巴勒贝克，时为巴勒贝克总督的阿尤布也顺势投降，后乌讷尔声称了其对霍姆斯和哈马的统治权。刺杀赞吉的亚兰卡什先是避难至大马士革，却被乌讷尔转送给了努尔丁。尽管乌讷尔对努尔丁保持着警惕的状态，布里迪王朝和阿勒颇赞吉王朝之间保持着和平政策。至1147年，努尔丁和乌讷尔之间达成了盟友协议，乌讷尔将他的女儿伊斯玛丁嫁于努尔丁。
解决和努尔丁的关系后，乌讷尔开始扩展疆域，试图攻占塞勒海德和布斯拉。这两座城市的总督阿尔腾塔什联合了耶路撒冷来抵抗乌讷尔的进攻，这导致了布里迪王朝和耶路撒冷王国之间的盟约破裂，迫使乌讷尔向努尔丁求助。努尔丁如约率军前来救援，当十字军因此撤退后，塞勒海德和布斯拉投降于乌讷尔。1147年8月，乌讷尔被塞尔柱苏丹、法蒂玛王朝哈里发正式承认为大马士革的合法总督。
由于赞吉在1145年攻占埃德萨城的行为，十字军第二次东征被发起，此消息在1148年被传至大马士革。乌讷尔开始加强备御，他希望他可以恢复和耶路撒冷的盟友关系。后十字军开始攻打大马士革，乌讷尔一边守御一边向努尔丁和加齐一世求援。十字军在攻打大马士革四天后就撤退了，赞吉王朝的援军还未抵达，乌讷尔却因协约不得不尊努尔丁为其宗主。

## 逝世
1149年，乌讷尔对十字军所属地域展开了报复性攻击，以回应之前十字军对大马士革的入侵。最后乌讷尔和鲍德温三世达成了和平协议，与努尔丁一同加入了鲍德温一方抗击安条克公国。乌讷尔负责率军巡视豪兰，努尔丁则参与了伊纳卜之战并打败了安条克所部，其王子拉蒙德也被斩杀。
8月28日，乌讷尔因痢疾去世，他的尸体先是被埋葬在大马士革宫，后被转移至一所他亲自下令修建的大学。

### 脚注
1. ↑  Richards(Pt.2) 2010，第21頁
2. ↑  Grousset 1935，第62-64頁
3. ↑  Maalouf 1983，第143-145頁
4. ↑  Gibb 2002，第247-248頁
5. ↑  Grousset 1935，第71 et 74-84頁
6. ↑  Maalouf 1983，第147-148頁
7. ↑  Grousset 1935，第128-139頁
8. ↑  Maalouf 1983，第151-153頁
9. ↑  Richards(Pt.1) 2010，第349頁
10. ↑  Asbridge 2010，第231頁
11. ↑  Grousset 1935，第244-260頁
12. ↑  Maalouf 1983，第172-5頁
13. ↑  Grousset 1935，第260-267頁
14. ↑  Asbridge 2010，第239頁
15. ↑  Grousset 1935，第328頁
16. ↑  Gibb 2002，第295頁

### 书目
- Amin Maalouf. . J’ai lu. 1983. ISBN 978-2-290-11916-7.
- William of Tyre. . Columbia University Press. 1943.
- René Grousset. . Paris: Perrin. 2006. ISBN 2-262-02568-1.
- Thomas S. Asbridge. . Simon & Schuster. 2010. ISBN 1416526080.
- Steven Runciman. . Cambridge University Press. 1952.
- H.A.R.Gibb. . Dover Publications. 2002.
- D.S.Richards. . Routledge. 2010. ISBN 978-0754669517.
- D.S.Richards. . Routledge. 2010. ISBN 978-0754669500.

| 統治者頭銜                 | 統治者頭銜                                                       | 統治者頭銜               |
| -------------------------- | ---------------------------------------------------------------- | ------------------------ |
| 前任者： 贾马鲁丁·穆罕默德 | 大马士革埃米尔 1140–1149 與穆吉尔丁·阿巴克同時在任 （1140–1154） | 繼任者： 穆吉尔丁·阿巴克 |